# Kid A Mnesia
 (mai 2022).
Si vous disposez d'ouvrages ou d'articles de référence ou si vous connaissez des sites web de qualité traitant du thème abordé ici, merci de compléter l'article en donnant les références utiles à sa vérifiabilité et en les liant à la section « Notes et références ».
 (mai 2022).
La mise en forme du texte ne suit pas les recommandations de Wikipédia : il faut le « wikifier ».
Les points d'amélioration suivants sont les cas les plus fréquents. Le détail des points à revoir est peut-être précisé sur la page de discussion.
- Les titres sont pré-formatés par le logiciel. Ils ne sont ni en capitales, ni en gras.
- Le texte ne doit pas être écrit en capitales (les noms de famille non plus), ni en gras, ni en italique, ni en « petit »…
- Le gras n'est utilisé que pour surligner le titre de l'article dans l'introduction, une seule fois.
- L'italique est rarement utilisé : mots en langue étrangère, titres d'œuvres, noms de bateaux, etc.
- Les citations ne sont pas en italique mais en corps de texte normal. Elles sont entourées par des guillemets français : « et ».
- Les listes à puces sont à éviter, des paragraphes rédigés étant largement préférés. Les tableaux sont à réserver à la présentation de données structurées (résultats, etc.).
- Les appels de note de bas de page (petits chiffres en exposant, introduits par l'outil «  Source ») sont à placer entre la fin de phrase et le point final[comme ça].
- Les liens internes (vers d'autres articles de Wikipédia) sont à choisir avec parcimonie. Créez des liens vers des articles approfondissant le sujet. Les termes génériques sans rapport avec le sujet sont à éviter, ainsi que les répétitions de liens vers un même terme.
- Les liens externes sont à placer uniquement dans une section « Liens externes », à la fin de l'article. Ces liens sont à choisir avec parcimonie suivant les règles définies. Si un lien sert de source à l'article, son insertion dans le texte est à faire par les notes de bas de page.
- La présentation des références doit suivre les conventions bibliographiques. Il est recommandé d'utiliser les modèles {{Ouvrage}}, {{Chapitre}}, {{Article}}, {{Lien web}} et/ou {{Bibliographie}}. Le mode d'édition visuel peut mettre en forme automatiquement les références.
- Insérer une infobox (cadre d'informations à droite) n'est pas obligatoire pour parachever la mise en page.

Pour une aide détaillée, merci de consulter Aide:Wikification.
Si vous pensez que ces points ont été résolus, vous pouvez retirer ce bandeau et améliorer la mise en forme d'un autre article.
Kid A Mnesia est un album du groupe de rock anglais Radiohead, consistant en une ré-édition des albums Kid A (2000) et Amnesiac (2001).
Radiohead et le producteur Nigel Godrich ont enregistré Amnesiac lors des mêmes sessions que son prédécesseur, Kid A, sorti en octobre 2000.
Il comprend également un disque bonus, Kid Amnesiae, comprenant du matériel inédit. Il est sorti le 5 novembre 2021 sur XL Recordings.
Kid A Mnesia a fait l'objet d'une campagne de promotion sur le réseau social TikTok, suivie de singles et de clips pour les titres  If You Say the Word et Follow me around. La sortie de l'album a été saluée par les critiques, même si la réaction aux bonus a été mitigée. Il est entré dans le top 10 de plusieurs classements d'albums dans le monde, et a été en tête du UK Independent Albums Chart et des US Billboard Top Alternative Albums and Top Rock Albums charts. L'exposition Kid A Mnesia, une expérience interactive avec la musique et les illustrations des albums, est sortie le même mois sur PlayStation 5, macOS et Windows.

## Contexte
Radiohead et le producteur Nigel Godrich ont enregistré Kid A et Amnesiac pendant les mêmes sessions en 1999 et 2000. Marquant un départ majeur du son antérieur de Radiohead, dominé par la guitare, ces albums présentent une instrumentation plus diversifiée, notamment des ondes Martenot, des rythmes électroniques programmés, des cordes et des cors de jazz. Radiohead a envisagé de sortir l'œuvre sous la forme d'un double album, mais a estimé que le matériel était trop dense.
Les albums ont divisé les fans et les critiques, mais ont ensuite été largement célébrés. Au tournant de la décennie, Rolling Stone, Pitchfork et le Times ont classé Kid A comme le meilleur album des années 2000. Kid A a été classé à la 20e place dans l'édition 2020 de la liste des "500 plus grands albums de tous les temps" de Rolling Stone, et Amnesiac à la 320e place dans l'édition 2012.

## Contenu
Kid A Mnesia contient les albums Kid A et Amnesiac, plus un troisième disque, Kid Amnesiae, comprenant des inédits issus des sessions d'enregistrement de Kid A et Amnesiac. Les albums ne sont pas remastérisés. L'édition "deluxe" contient également un livre d'art et Kid Amnesiette, une édition cassette comprenant cinq faces B.
"Like Spinning Plates ('Why Us?' Version)" est un arrangement pour piano de la chanson "Like Spinning Plates". "If You Say the Word" présente un fingerpicking "délicat", un "groove inquiétant", des percussions "carillonnantes" et des ondes Martenot. "Follow Me Around " est un solo de guitare acoustique interprété par Yorke, avec un refrain " planant " et des références à Margaret Thatcher. "Pulk/Pull (True Love Waits Version)" est une version "dure et industrielle" d'une autre chanson, "True Love Waits", avec des éléments du morceau d'Amnesiae "Pulk/Pull Revolving Doors". Kid Amnesiae comprend également des versions alternatives de "Morning Bell" et des faces B "Fog" et "Fast-Track", ainsi que des morceaux de cordes isolés de "How to Disappear Completely" et "Pyramid Song".

## Promotion et sortie
Le 1er avril 2021, Radiohead a rejoint la plateforme de médias sociaux TikTok et a commencé à poster de courtes vidéos mettant en scène leur personnage Chieftain Mews. Au cours de plusieurs mois, ils ont posté plus de 30 vidéos. Début septembre, Radiohead a posté une vidéo comique dans laquelle Yorke et Stanley Donwood, artiste de Radiohead, discutent de la baisse de l'engagement de la chaîne.
Kid A Mnesia est sorti en version vinyle, CD, cassette et numérique. Yorke et Donwood ont également produit deux livres d'art détaillant le processus créatif des albums. Radiohead a annoncé la réédition le 7 septembre 2021, et a sorti un single numérique, le titre inédit "If You Say the Word". Un clip pour "If You Say the Word" est sorti le 23 septembre. "Follow Me Around" est sorti le 1er novembre. En octobre 2021, Donwood et Yorke ont organisé une exposition d'œuvres d'art de Kid A au siège de Christie's à Londres.

### Exposition virtuelle Kid A Mnesia
Radiohead avait prévu de créer une installation artistique basée sur les albums, mais celle-ci a été annulée en raison de problèmes logistiques et de la pandémie de COVID-19. À la place, une expérience numérique, Kid A Mnesia Exhibition, a été publiée en novembre sous forme de téléchargement gratuit pour PlayStation 5, macOS et Windows. Elle a été développée pendant deux ans par Radiohead avec Namethemachine, Arbitrarily Good Productions et Epic Games. Il a reçu des critiques positives, les critiques saluant son intersection entre la musique, l'art et la technologie.

## Réception
Le disque bonus de Kid Amnesiae a suscité des éloges. Dans le Times, Jonathan Dean a déclaré qu'il s'agissait du "véritable joyau" de la réédition ; il a fait l'éloge de la version alternative "stupéfiante" de "Like Spinning Plates", déclarant qu'elle démontrait "un groupe déterminé à remettre en question ce que les gens pensaient qu'ils étaient", et de "Follow Me Around", la décrivant comme "une chanson brillante faite au mauvais moment, par un groupe qui avait évolué". Le critique du NME, Andrew Trendell, a écrit que le disque bonus "ressemble autant à un album complet qu'on peut l'espérer .... [Il offre non seulement une pièce d'ambiance, mais aussi un compagnon et une histoire secrète derrière la réalisation de deux disques essentiels et marquants". Dans le Guardian, le critique Phil Mongredien a fait l'éloge de ce disque en le qualifiant de "pièce complémentaire fascinante pour deux albums classiques".
Le critique de Pitchfork Jayson Greene a trouvé que Kid Amnesiae n'avait pas la "qualité révélatrice" des bonus inclus dans la réédition d'OK Computer de Radiohead OKNOTOK 1997 2017, sans "histoire alternative qui redéfinit notre compréhension du groupe". Le critique Saby Reyes-Kulkarni de Paste a trouvé la réédition décevante, avec "un assortiment de restes à moitié cuits".

## Liste des pistes
Toutes les chansons sont écrites et composées par Radiohead (Colin Greenwood, Jonny Greenwood, Ed O'Brien, Phil Selway, Thom Yorke), sauf mention contraire.
| Kid A | Kid A                                              | Kid A | Kid A | Kid A | Kid A | Kid A | Kid A | Kid A | Kid A |
| No    | Titre                                              | Durée |       |       |       |       |       |       |       |
| ----- | -------------------------------------------------- | ----- | ----- | ----- | ----- | ----- | ----- | ----- | ----- |
| 1.    | Everything in Its Right Place                      | 4:11  |       |       |       |       |       |       |       |
| 2.    | Kid A                                              | 4:44  |       |       |       |       |       |       |       |
| 3.    | The National Anthem                                | 5:51  |       |       |       |       |       |       |       |
| 4.    | How to Disappear Completely                        | 5:56  |       |       |       |       |       |       |       |
| 5.    | Treefingers                                        | 3:42  |       |       |       |       |       |       |       |
| 6.    | Optimistic                                         | 5:15  |       |       |       |       |       |       |       |
| 7.    | In Limbo                                           | 3:31  |       |       |       |       |       |       |       |
| 8.    | Idioteque (Radiohead, Paul Lansky, Arthur Kreiger) | 5:09  |       |       |       |       |       |       |       |
| 9.    | Morning Bell                                       | 4:35  |       |       |       |       |       |       |       |
| 10.   | Motion Picture Soundtrack                          | 7:01  |       |       |       |       |       |       |       |
| 49:57 |                                                    |       |       |       |       |       |       |       |       |

| Amnesiac | Amnesiac                                | Amnesiac | Amnesiac | Amnesiac | Amnesiac | Amnesiac | Amnesiac | Amnesiac | Amnesiac |
| No       | Titre                                   | Durée    |          |          |          |          |          |          |          |
| -------- | --------------------------------------- | -------- | -------- | -------- | -------- | -------- | -------- | -------- | -------- |
| 11.      | Packt Like Sardines in a Crushd Tin Box | 4:00     |          |          |          |          |          |          |          |
| 12.      | Pyramid Song                            | 4:49     |          |          |          |          |          |          |          |
| 13.      | Pulk/Pull Revolving Doors               | 4:07     |          |          |          |          |          |          |          |
| 14.      | You and Whose Army?                     | 3:11     |          |          |          |          |          |          |          |
| 15.      | I Might Be Wrong                        | 4:54     |          |          |          |          |          |          |          |
| 16.      | Knives Out                              | 4:15     |          |          |          |          |          |          |          |
| 17.      | Morning Bell/Amnesiac                   | 3:14     |          |          |          |          |          |          |          |
| 18.      | Dollars and Cents                       | 4:52     |          |          |          |          |          |          |          |
| 19.      | Hunting Bears                           | 2:01     |          |          |          |          |          |          |          |
| 20.      | Like Spinning Plates                    | 3:57     |          |          |          |          |          |          |          |
| 21.      | Life in a Glasshouse                    | 4:34     |          |          |          |          |          |          |          |
| 43:57    |                                         |          |          |          |          |          |          |          |          |

| Kid Amnesiae | Kid Amnesiae                             | Kid Amnesiae | Kid Amnesiae | Kid Amnesiae | Kid Amnesiae | Kid Amnesiae | Kid Amnesiae | Kid Amnesiae | Kid Amnesiae |
| No           | Titre                                    | Durée        |              |              |              |              |              |              |              |
| ------------ | ---------------------------------------- | ------------ | ------------ | ------------ | ------------ | ------------ | ------------ | ------------ | ------------ |
| 22.          | Like Spinning Plates ('Why Us?' Version) | 5:04         |              |              |              |              |              |              |              |
| 23.          | Untitled v1                              | 1:48         |              |              |              |              |              |              |              |
| 24.          | Fog (Again Again Version)                | 2:25         |              |              |              |              |              |              |              |
| 25.          | If You Say the Word                      | 4:22         |              |              |              |              |              |              |              |
| 26.          | Follow Me Around                         | 5:19         |              |              |              |              |              |              |              |
| 27.          | Pulk/Pull (True Love Waits Version)      | 2:46         |              |              |              |              |              |              |              |
| 28.          | Untitled v2                              | 0:46         |              |              |              |              |              |              |              |
| 29.          | The Morning Bell (In the Dark Version)   | 2:00         |              |              |              |              |              |              |              |
| 30.          | Pyramid Strings                          | 1:18         |              |              |              |              |              |              |              |
| 31.          | Alt. Fast Track                          | 1:32         |              |              |              |              |              |              |              |
| 32.          | Untitled v3                              | 1:16         |              |              |              |              |              |              |              |
| 33.          | How to Disappear into Strings            | 5:32         |              |              |              |              |              |              |              |
| 34:08        |                                          |              |              |              |              |              |              |              |              |

| Cassette Two (Some B Sides)/Japanese bonus tracks | Cassette Two (Some B Sides)/Japanese bonus tracks       | Cassette Two (Some B Sides)/Japanese bonus tracks | Cassette Two (Some B Sides)/Japanese bonus tracks | Cassette Two (Some B Sides)/Japanese bonus tracks | Cassette Two (Some B Sides)/Japanese bonus tracks | Cassette Two (Some B Sides)/Japanese bonus tracks | Cassette Two (Some B Sides)/Japanese bonus tracks | Cassette Two (Some B Sides)/Japanese bonus tracks | Cassette Two (Some B Sides)/Japanese bonus tracks |
| No                                                | Titre                                                   | Durée                                             |                                                   |                                                   |                                                   |                                                   |                                                   |                                                   |                                                   |
| ------------------------------------------------- | ------------------------------------------------------- | ------------------------------------------------- | ------------------------------------------------- | ------------------------------------------------- | ------------------------------------------------- | ------------------------------------------------- | ------------------------------------------------- | ------------------------------------------------- | ------------------------------------------------- |
| 1.                                                | Kinetic (from "Pyramid Song" single)                    | 4:06                                              |                                                   |                                                   |                                                   |                                                   |                                                   |                                                   |                                                   |
| 2.                                                | Fast-Track (from "Pyramid Song" single)                 | 3:17                                              |                                                   |                                                   |                                                   |                                                   |                                                   |                                                   |                                                   |
| 3.                                                | Cuttooth (from "Knives Out" single)                     | 5:24                                              |                                                   |                                                   |                                                   |                                                   |                                                   |                                                   |                                                   |
| 4.                                                | The Amazing Sounds of Orgy (from "Pyramid Song" single) | 3:38                                              |                                                   |                                                   |                                                   |                                                   |                                                   |                                                   |                                                   |
| 5.                                                | Trans-Atlantic Drawl (from "Pyramid Song" single)       | 3:02                                              |                                                   |                                                   |                                                   |                                                   |                                                   |                                                   |                                                   |
| 19:27                                             |                                                         |                                                   |                                                   |                                                   |                                                   |                                                   |                                                   |                                                   |                                                   |

### Remarques
- "Idioteque" contient deux extraits du disque Odyssey First Recordings - Electronic Music Winners (1976): "Mild und Leise" de Paul Lansky et "Short Piece" d'Arthur Kreiger.